# Lyngså Kirke
Lyngså Kirke er en historistisk kirke i røde sten i den sydlige udkant af landsbyen Lyngså, ved Sekundærrute 541, cirka 10 km syd for Sæby (Region Nordjylland).
Den er opført i 1902 efter tegninger af Ludvig Frederik Olesen.

## Eksterne kilder og henvisninger
- Lyngså Kirke på KortTilKirken.dk